# 藤原善九郎
藤原 善九郎（ふじわら ぜんくろう、明治3年〈1870年〉 - 大正12年〈1923年〉）は、日本の実業家・煙火師。 

## 生涯

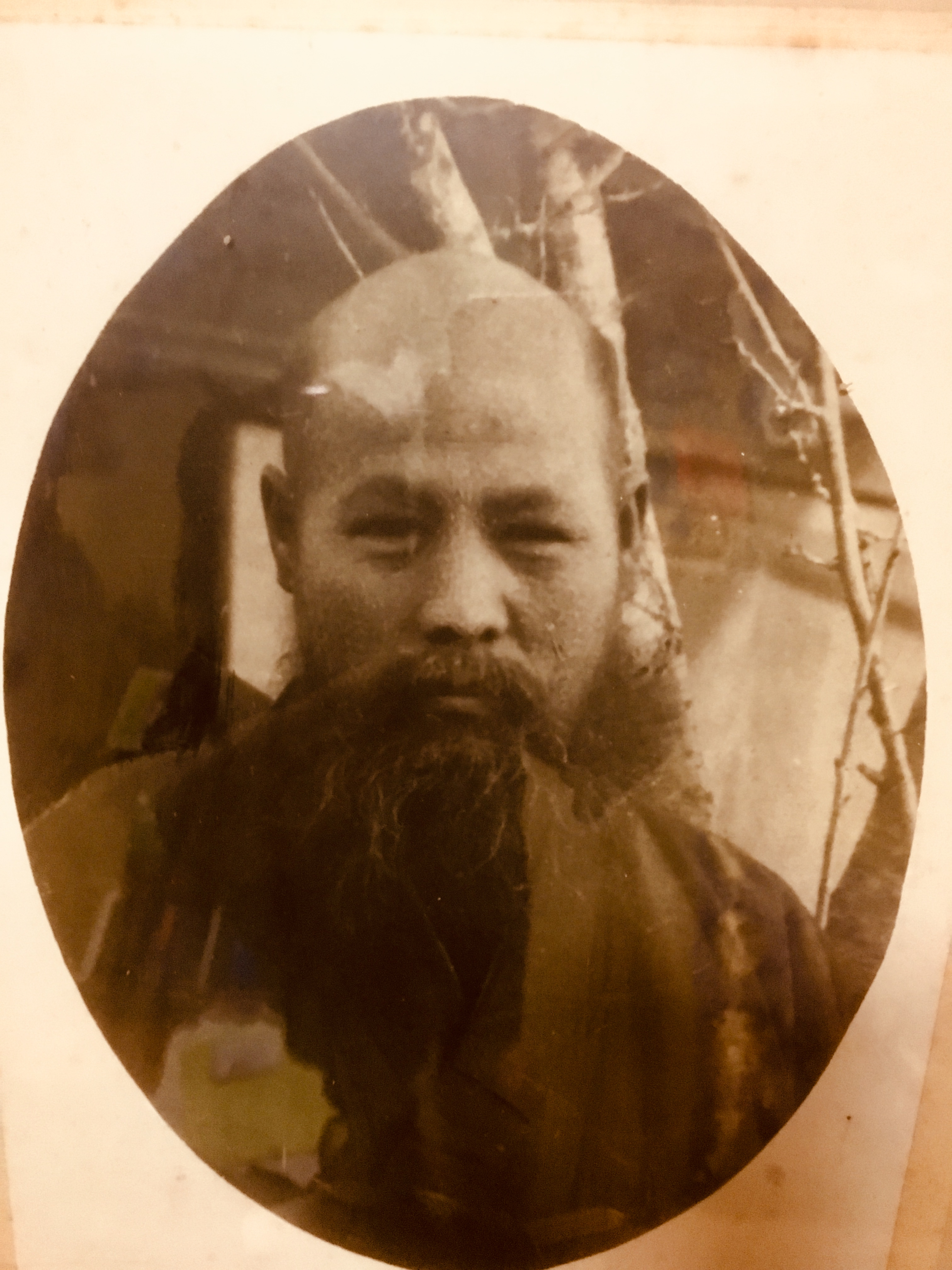
藤原善九郎宗利

長野県上水内郡平柴村（現長野市安茂里）に生まれる。信濃煙火合資会社を設立し、1894年（明治27年）24歳の時に北信地区花火師組合を発足。1910年（明治43年）名古屋の第10回関西府県連合共進会で2尺玉を出品。
1915年（大正4年）に長野県煙火組合を創設し、組合長となる。この組合の事業として『煙火之研究』を発行し、長野県花火師の仲間の中心、指導者として活躍。この組合には73名の会員が参加したが、煙火の需要が多くなく、農業との兼業をする半農半工がほとんどだった。1919年（大正8年）（信濃煙火合資会社）工場で爆発事故、長男が巻き込まれ数人の犠牲者が出て廃業。
しかしその後も花火技術の改良に取り組み、初めて打ち上げ花火に色をつけ、また初めて尺玉の打ち上げに成功した。原五郎兵衛（南信煙火組合）とともに長野地区の花火文化を作った。帝国農家一致協会支部安茂里軍人会創設・会長も務め、安茂里購買販売組合総裁も務め。時の親王から表彰。善九郎花火工場（煙研社）には　青木煙火の青木儀作や信州煙火の創始者がいた。

## 藤原三代の碑

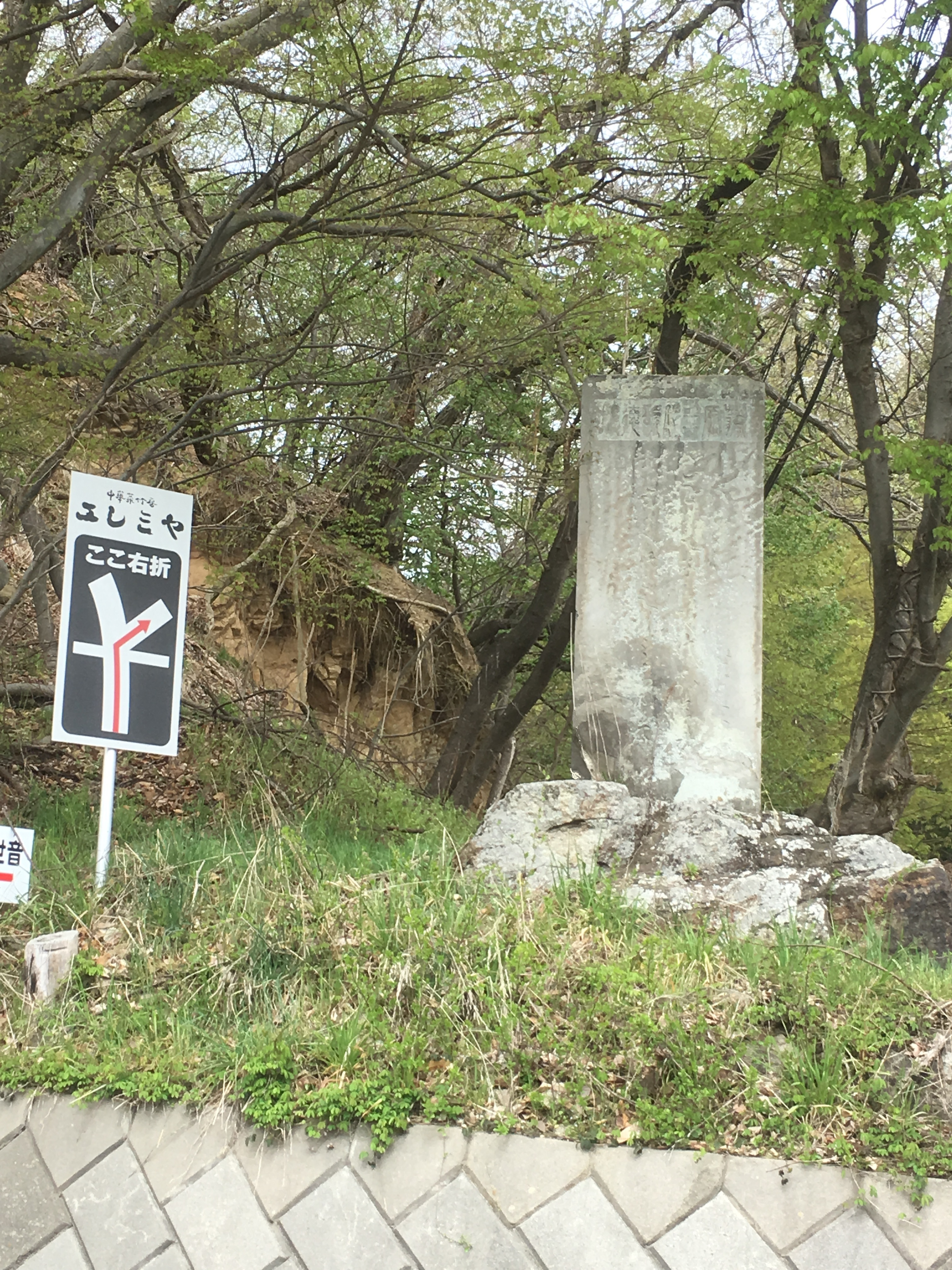
藤原三代の碑

平柴の入口となる粘土山の先端に藤原三代の碑がある。三代の碑に最初に登場する、祖父藤原長左エ門宗近は、平柴算術塾を1855年（安政3年）に開塾後、罄宜学校（けいぎがっこう）顧問を務め、安茂里小学校の前身となる平柴の矯正学校設立 に加わった。平柴の地に鈴木梅四郎・藤原銀次郎・差出に赤尾善治郎　などの文化人を輩出している事から、この地の江戸末期から明治・大正にかけての高い教育水準が読み取れる。
（平柴三代の碑撰書　国学者・文学博士小杉榲邨）